# Chlotarius I
Chlotarius I, ook Chlotar genoemd, (Soissons, ca. 497 - Compiègne, eind november of begin december 561) was de jongste zoon van Clovis I en Clothilde. Hij ligt begraven in de door hem gestichte Sint-Medardusabdij in Soissons.

## Verdeling van het rijk

Verdeling van het Frankische Rijk na Clovis' dood:
Theuderik I (Reims)
Chlodomer (Orléans)
Childebert I (Parijs)
Chlotarius I (Soissons)

Na de dood van zijn vader in 511 werd het rijk opgesplitst tussen Chlotarius I (toen 14 jaar oud) en zijn drie oudere broers, die elk een koningstitel kregen. Chlotarius I kreeg het oorspronkelijke kerngebied van de Salische Franken en het zuidelijk deel van Aquitanië, met Soissons als hoofdstad. Zijn erfdeel is met oranje in de kaart weergegeven.

## Verdeling Bourgondië en koninkrijk van Chlodomer
In 523/524 viel hij met zijn broers Chlodomer en Childebert I Bourgondië binnen, hiertoe aangezet door hun moeder die nog een persoonlijke rekening met het Bourgondische koningshuis had te vereffenen. De Bourgondische koning werd gedood, maar zijn broer Gundomar II nam de leiding van het verzet op zich en wist Chlodomer te doden. De Bourgondische koningin-weduwe Guntheuca huwde (gedwongen) met Chlotarius I.
Childebert I en Chlotarius I wilden Chlodomers koninkrijk in 524 verdelen maar vreesden dat zijn zonen hun erfdeel zouden opeisen. Daarom lokten zij hun neven weg van Guntheuca die hen in bescherming had genomen. Ze twijfelden of ze hen zouden doden of scheren "zoals het overige volk" (los, lang haar was een teken van het koningschap) en in een klooster zouden wegsluiten, maar ze lieten de keuze uiteindelijk over aan Guntheuca. Ze zonden haar een bode, voorzien van schaar en zwaard, met de volgende vraag: "... of zij wenste dat haar kinderen met geschoren haar het leven behouden bleef, of dat zij zouden worden gedood." In haar verslagenheid antwoordde ze, dat - als ze dan toch de troon niet zouden bestijgen - zij hen liever dood zag dan geschoren. Twee van de zonen werden omgebracht. Een derde wist te ontkomen, maar werd geestelijke om aan zijn ooms te ontkomen. Chlotarius en Childebert verdeelden nu het bezit van Chlodomer; Chlotarius kreeg de streken rond Tours en Poitiers.
In 534 vielen Chlotarius I en Childebert I opnieuw Bourgondië aan. Ze belegerden en veroverden Autun, wisten het hele koninkrijk te bezetten en zetten koning Godomar af. Chlotarius verwierf de gebieden rond Grenoble, Die, Valence en Embrun. De Bourgondiërs behielden wel hun eigen wetten.

## Andere oorlogen
In 531 veroverde Chlotarius I samen met zijn halfbroer Theuderik I het koninkrijk Thüringen. Chlotarius I nam als deel van de buit zijn tweede vrouw mee naar huis, maar het lukte hem niet ook een deel van het koninkrijk te verwerven. De onenigheid liep zo hoog op dat Theuderik een moordaanslag op Chlotarius liet uitvoeren, maar die mislukte.
Rond 535 werd Chlotarius I aangevallen door Theuderik I en Childebert I. Hij werd ernstig in het nauw gebracht, maar zijn broers zetten uiteindelijk niet door.
In 536 bezette Chlotarius I de gebieden rond Orange, Carpentras en Gap toen de Ostrogoten de Provence opgaven.
In 541 viel hij met zijn broer Childebert I de Visigoten aan en belegerde Zaragoza, maar ze werden teruggedreven.

## Hereniging van het Frankische rijk
Na een aantal jaren van betrekkelijke rust erft Chlotarius I alle Frankische koninkrijken als hun koningen kinderloos overlijden:
- In 555 overlijdt Theudowald, koning van Austrasië. Chlotarius gaat snel een verbintenis aan met zijn weduwe Waldrada en verkrijgt zo het koninkrijk.
- In 556 onderdrukt hij een opstand van de Saksen en de Thüringers en legt ze een schatting van 500 runderen per jaar op.
- In 558 erft Chlotarius I het koninkrijk van Childebert.
- Chlotarius I kan niet verhinderen dat de Italiaanse gebieden die Theudowald en Childebert I hadden veroverd toen het rijk van de Ostrogoten instortte, verloren gaan. Hij sluit een bondgenootschap met de Longobarden.
- Chlotarius I laat in 560 zijn opstandige zoon Chramnus en zijn gezin opsluiten in een boerderij in Bretagne (waarheen hij was gevlucht), die vervolgens wordt afgebrand. Chlotarius doet daarna boete in Tours.

## Overlijden en verdeling van het rijk
| ■ Sigebert I (Reims)   | ■ Guntramnus (Orléans)   |
| ■ Charibert I (Parijs) | ■ Chilperik I (Soissons) |

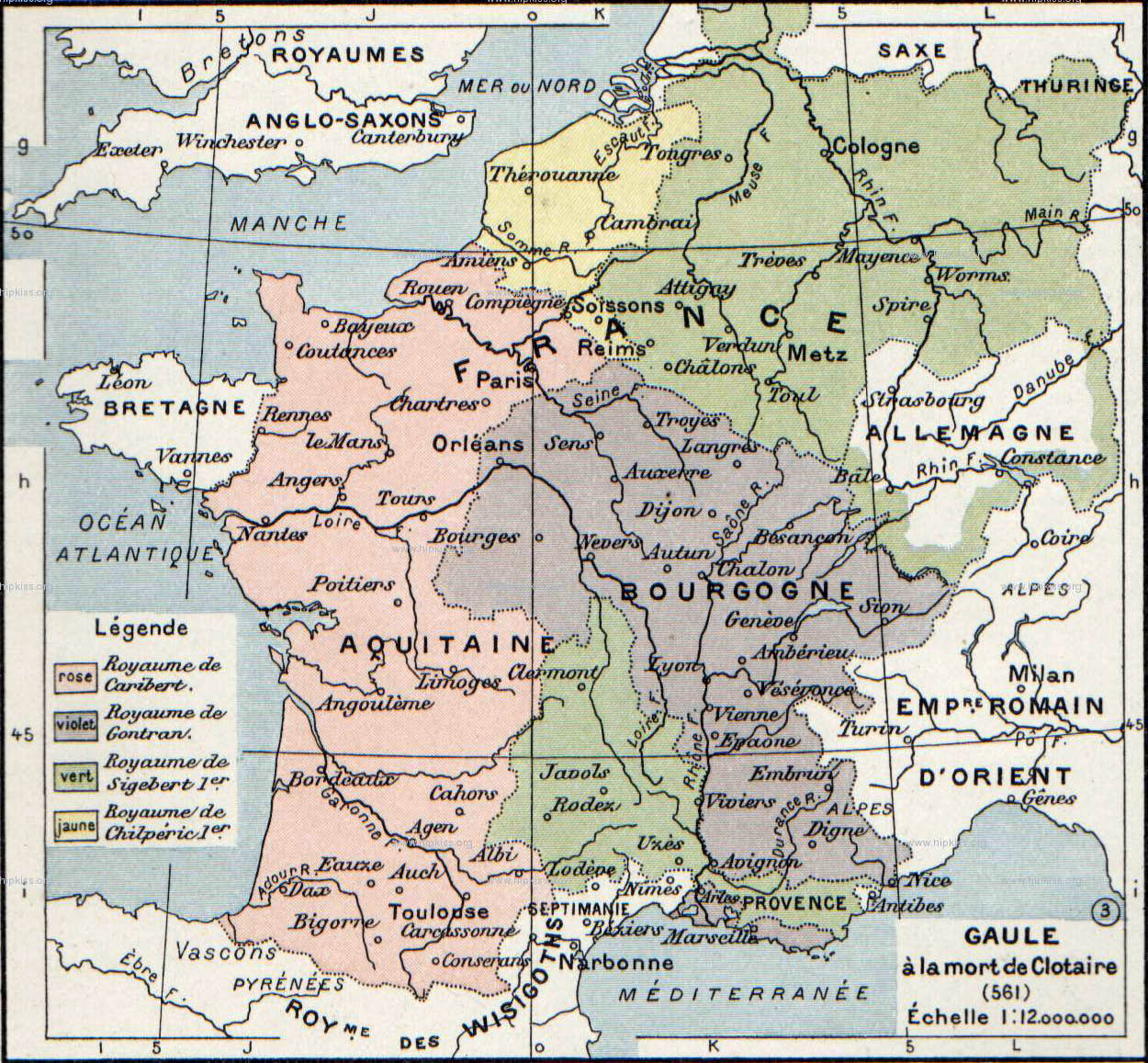
Verdeling van het Frankische rijk na de dood van Chlotarius:

In 561 overleed hij, nadat hij tijdens een jachtpartij koorts had gekregen, en werd het rijk verdeeld tussen zijn vier zoons, Charibert I, Gontram, Chilperik I en Sigebert I.

## Huwelijken
Chlotarius I was meerdere malen getrouwd:
1. Guntheuca (495-532), weduwe van Chlodomer (495-524), moeder van:
  1. Chramnus (525-560)
2. Radegund van Thüringen (520-587).[4]
3. Ingonda (-499). Vanaf 517 was ze al de minnares van Chlotarius I. Als zij Chlotarius I vraagt om een goede echtgenoot voor haar jongere zuster te vinden, besluit die dat er geen betere kan zijn dan hijzelf. Hij sluit een polygaam huwelijk en laat de zusters ook tezamen leven.[5] Moeder van:
  1. Charibert I (520-567)
  2. Sigebert I (535-575)
  3. Gontram (545-592),
4. Aregonda (520-) (in polygamie),[5] de moeder van:
  1. Chilperik I (535-584)
5. Waldrada (530-), een Langobardische prinses, weduwe van zijn achterneef Theudowald (533-555). Toen de bisschoppen bezwaar maakten wegens verwantschap, heeft hij haar verstoten en met hertog Garibald I van Beieren (530-593) laten trouwen. Overigens is het onduidelijk of ze echt getrouwd zijn, Gregorius van Tours vermeldt alleen dat ze gemeenschap hadden.[6]
6. Er zijn nog enkele minnaressen geweest die niet met naam bekend zijn.

## Voorouders
| Voorouders van Chlotarius I | Voorouders van Chlotarius I              | Voorouders van Chlotarius I              | Voorouders van Chlotarius I              | Voorouders van Chlotarius I              | Voorouders van Chlotarius I                          | Voorouders van Chlotarius I                          | Voorouders van Chlotarius I                          | Voorouders van Chlotarius I                          |
| --------------------------- | ---------------------------------------- | ---------------------------------------- | ---------------------------------------- | ---------------------------------------- | ---------------------------------------------------- | ---------------------------------------------------- | ---------------------------------------------------- | ---------------------------------------------------- |
| Overgrootouders             | Merovech (-458) ∞ ? (-)                  | Merovech (-458) ∞ ? (-)                  | Basin (-) ∞ Basina (-)                   | Basin (-) ∞ Basina (-)                   | Gundioc (456–473) ∞ ? (-)                            | Gundioc (456–473) ∞ ? (-)                            | ? (–) ∞ ? (-)                                        | ? (–) ∞ ? (-)                                        |
| Grootouders                 | Childerik I (436-481) ∞ Basina (438–477) | Childerik I (436-481) ∞ Basina (438–477) | Childerik I (436-481) ∞ Basina (438–477) | Childerik I (436-481) ∞ Basina (438–477) | Chilperik II van Bourgondië (440-493) ∞ Caratene (-) | Chilperik II van Bourgondië (440-493) ∞ Caratene (-) | Chilperik II van Bourgondië (440-493) ∞ Caratene (-) | Chilperik II van Bourgondië (440-493) ∞ Caratene (-) |
| Ouders                      | Clovis I (466-511) ∞ Clothilde (480-545) | Clovis I (466-511) ∞ Clothilde (480-545) | Clovis I (466-511) ∞ Clothilde (480-545) | Clovis I (466-511) ∞ Clothilde (480-545) | Clovis I (466-511) ∞ Clothilde (480-545)             | Clovis I (466-511) ∞ Clothilde (480-545)             | Clovis I (466-511) ∞ Clothilde (480-545)             | Clovis I (466-511) ∞ Clothilde (480-545)             |
| Chlotarius I (497-561)      |                                          |                                          |                                          |                                          |                                                      |                                                      |                                                      |                                                      |

1. ↑  Gregorius van Tours, Historia Francorum III 6 (= B. Krusch - W. Levison (edd.), Monumenta Germaniae Historica, Scriptores rerum Merovingicarum, I.1, Hannover, 19512, p. 103). Vgl. Liber Historiae Francorum 21 (= B. Krusch (ed.), Monumenta Germaniae Historica, Scriptores rerum Merovingicarum, II, Hannover, 1888, p. 277).
2. ↑  Gregorius van Tours, Historia Francorum III 18 (= B. Krusch - W. Levison (edd.), Monumenta Germaniae Historica, Scriptores rerum Merovingicarum, I.1, Hannover, 19512, p. 118).
3. ↑  Gregorius van Tours, Historia Francorum III 18 (= B. Krusch - W. Levison (edd.), Monumenta Germaniae Historica, Scriptores rerum Merovingicarum, I.1, Hannover, 19512, p. 119).
4. ↑  Gregorius van Tours, Historia Francorum III 7 (= B. Krusch - W. Levison (edd.), Monumenta Germaniae Historica, Scriptores rerum Merovingicarum, I.1, Hannover, 19512, p. 105).
5. 1 2  Gregorius van Tours, Historia Francorum IV 3 (= B. Krusch - W. Levison (edd.), Monumenta Germaniae Historica, Scriptores rerum Merovingicarum, I.1, Hannover, 19512, pp. 136-137), Liber Historiae Francorum 27 (= B. Krusch (ed.), Monumenta Germaniae Historica, Scriptores rerum Merovingicarum, II, Hannover, 1888, pp. 285-286).
6. ↑  Gregorius van Tours, Historia Francorum IV 9 (= B. Krusch - W. Levison (edd.), Monumenta Germaniae Historica, Scriptores rerum Merovingicarum, I.1, Hannover, 19512, p. 141).